# Édouard de Middleham
Pour les articles homonymes, voir Édouard Plantagenêt.
Édouard de Middleham (né vers 1473 et mort le 9 avril 1484), titré comte de Salisbury, puis prince de Galles, duc de Cornouailles et comte de Chester, est le fils unique du roi d'Angleterre Richard III et de son épouse Anne Neville.

## Naissance et titres
Édouard est supposément né en décembre 1473 au château de Middleham. Middleham est une possession auparavant détenue par son grand-père maternel Richard Neville, 16e comte de Warwick. Cette forteresse est située près de la ville d'York et se trouve donc dans les bastions du Nord de l'Angleterre loyaux à Richard et Anne Neville. Le jeune enfant y réside pendant l'essentiel de son enfance auprès de ses parents et n'est quasiment pas présent à la cour de son oncle paternel Édouard IV, basée à Londres. Le 8 février 1478, quelques jours avant l'exécution de Georges, duc de Clarence et autre frère du roi, pour haute trahison, son titre de comte de Salisbury lui est confisqué et attribué une semaine plus tard à Édouard de Middleham, en dépit de la présence d'un héritier, Édouard, fils de Clarence mais privé de ses droits en raison de la condamnation de son père. 
Malgré ces quelques détails sur son enfance, l'année de naissance du jeune prince ne suscite en revanche aucun consensus. L'historien Charles Ross préfère l'année 1476 et s'appuie en cela sur un acte du Parlement d'Angleterre de mai 1474 relatif à la dispute entre le futur Richard III et son frère le duc de Clarence, concernant l'héritage d'Anne de Beauchamp, veuve du comte de Warwick. Clarence émet à ce moment-là des doutes sur la validité du mariage de Richard et d'Anne Neville, conclu en hâte en 1472, et le Parlement doit rédiger une clause protégeant les droits des deux époux si le mariage vient à être annulé par l'Église et si chacun des époux vient à se remarier, quant bien même l'héritage de Warwick est seulement disponible à Richard grâce à son mariage avec Anne. Cependant, dans l'acte parlementaire, il n'existe aucune disposition pour les héritiers de Richard et d'Anne dans le cas d'un divorce, ce qui semble confirmer que les deux époux n'ont pas encore d'enfants en 1474.
Le 26 juin 1483, le père d'Édouard s'empare du trône et monte sur le trône sous le nom de Richard III, évinçant de la succession son neveu Édouard V, pourtant héritier d'Édouard IV, décédé subitement deux mois auparavant. Édouard de Middleham n'assiste vraisemblablement pas au couronnement de ses deux parents, tenu rapidement à l'abbaye de Westminster le 6 juillet, sans doute à cause de son état de santé déplorable. Le 24 août suivant, il reçoit les titres de prince de Galles, duc de Cornouailles et comte de Chester, attachés à l'héritier du trône. Son investiture comme prince de Galles a lieu dans la cathédrale d'York le 8 septembre 1483, bien que les chroniques contemporaines laissent penser qu'elle a été organisée dans la précipitation. Il est cependant possible que le garçon ait été trop malade pour se rendre à Londres, mais que son état se soit amélioré avant que le couple royal n'ait atteint le Nord de l'Angleterre.

## Décès

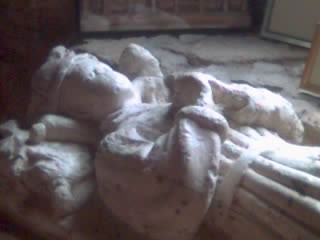
Gisant de l'église de Sheriff Hutton, longtemps considéré comme celui d'Édouard de Middleham.

Le jeune prince de Galles est solennellement reconnu comme héritier du trône d'Angleterre pendant l'unique Parlement convoqué lors du règne de son père Richard III, entre le 23 janvier et le 20 février 1484. Cette désignation est officialisée par la publication de l'acte Titulus Regius. Mais quelques semaines après cette proclamation, Édouard est frappé d'une soudaine maladie alors qu'il séjourne à Middleham et meurt le 9 avril 1484. Selon la Chronique de Croyland, sa mort plonge ses parents, qui ont alors établi leur cour à Nottingham, dans un profond chagrin. En effet, avec le jeune Édouard disparaît le seul enfant et héritier du couple royal. Richard III n'a aucun successeur crédible pour assurer la pérennité de son règne face à ses adversaires, d'autant que la reine Anne Neville succombe elle aussi à la maladie le 16 mars 1485. 
Pour de nombreux contemporains, le décès de son unique enfant est alors interprété comme une punition divine pour la possible implication de Richard III dans l'affaire des Princes de la Tour. Par conséquent, la mort subite d'Édouard ouvre la voie aux prétentions d'Henri Tudor pour s'emparer du trône lors de la bataille de Bosworth le 22 août 1485. Un gisant à l'effigie d'un enfant a longtemps été suggéré comme représentant Édouard de Middleham mais est maintenant considéré comme appartenant à un membre antérieur de la famille Neville, donc des proches de la lignée de sa mère. Ce gisant demeure dans l'église paroissiale de Sheriff Hutton, l'un des domaines des Neville. Le lieu d'inhumation d'Édouard demeure donc toujours inconnu, même si la paroisse locale de Middleham a été à maintes reprises envisagée.

### Famille

Arbre généalogique simplifié d'Édouard de Middleham.